# Joe Stump
Joe Stump (New York, 1960. szeptember 18. –) amerikai gitáros és zeneszerző, aki szólólemezei, valamint a Reign of Terror és a HolyHell zenekarokban nyújtott teljesítményei révén vált ismertté. A neoklasszikus gitározás egyik legkiemelkedőbb alakja, akinek stílusát gyakran hasonlítják Yngwie J. Malmsteenéhoz.
Szólólemezei révén a 90-es évek elején szerzett magának hírnevet, az évtized közepe óta pedig a Reign of Terror zenekar keretein belül is ad ki lemezeket. A 2000-es években csatlakozott a szimfonikus metalt játszó HolyHell zenekarhoz, melynek debütáló albuma 2009-ben jelent meg, Joey DeMaio Magic Circle Music kiadójának gondozásában.

## Korai évek
10 éves korában vett először gitárt a kezébe, de csak 13 évesen kezdett el komolyabban gyakorolni. Kezdetben Jimi Hendrix jelentette számára a fő inspirációt, első gitárja pedig egy Sam Ash márkájú Gibson SG másolat volt. Egy évvel később, 1974-ben kapott egy fekete színű Fender Stratocastert, mely ugyanolyan gitár volt, melyet Ritchie Blackmore használt a Deep Purple Made in Japan koncertlemezének felvételi ideje alatt. Stump nagyon szerette ezt a hangszert, melynek nyaka juhar fából készült. Szülei már idejekorán támogatták zenészi törekvéseit, így Stump egyre inkább beleásta magát a gitározás rejtelmeibe. Kezdetben Jimi Hendrix és Ritchie Blackmore voltak a példaképei. A 70-es évek végén fedezte fel magának a fúziós jazz egyik legbefolyásosabb gitárosát Al Di Meolát. Stumpot azonnal lenyűgözte Meola elképesztően gyors játéka, így hamar az Elegant Gypsy és a Casino című Meola albumok rajongója lett.
A 80-as évek elején szerette meg Gary Moore stílusát, akinek Corridors of Power, Victims of the Future és We Want Moore albumait sorolja fő hatásai közé. Ez idő tájt fedezte fel Uli Jon Roth játékát is, mely révén nekiállt Scorpions dalokat tanulni. 1979-ben iratkozott be a neves Berklee College of Musicba, mely intézmény falai között 1982-ig tökéletesítette zenei tudását
A diploma megszerzése után figyelt fel a Guitar Player Magazine hasábjain egy svéd gitárosra, aki Yngwie J. Malmsteen néven keltett feltűnést, komolyzenei elemekből táplálkozó gitárjátékával. Mivel Malmsteen is Jimi Hendrixet és Ritchie Blackmoret jelölte meg legfőbb hatásaként, Stump azonnal beszerezte Malmsteen Rising Force című debütáló szólólemezét. A korong nagy hatást gyakorolt Stump játékára, aki a lemez hatására kezdett el érdeklődni a klasszikus zene iránt. Legfőképp a barokk és a romantika korszakában alkotó zeneszerzők művei hatottak rá Johann Sebastian Bachtól, Beethovenen és Mozarton át egészen Niccolò Paganiniig.

### Szólókarrier, Reign of Terror
A 80-as évek közepén alakította meg zenekarát a Reign of Terrort. Az együttest a Torrid Records szerződtette, Stump azonban inkább szólókarrierjét helyezte előtérbe. Debütáló lemeze 1993-ban jelent meg Guitar Dominance! címmel, David T. Chastain Leviathan névre keresztelt kiadójánál. Az instrumentális, neoklasszikus metalt tartalmazó albumot a kritika idejétmúltnak titulálta, ennek ellenére az album nem fogyott rosszul. A következő lemez Night of the Living Shred címmel jelent meg 1994-ben. Az anyag produceri munkálatait elődjéhez hasonlóan ismét Joe Stump látta el. Az anyag jó kritikákban részesült, a Guitar World magazin Yngwie J. Malmsteen klasszikus Rising Force albumához hasonlította az anyagot.
A megjelenés után Stump abban a Berklee zeneiskolában vállalt oktatást, melynek egykoron ő is tanulója volt. Tanítványai között olyan gitárosok találhatóak, mint például Gus G., de későbbi Anthrax, Killswitch Engage és Diecast muzsikusokkal is foglalkozott.
1996-ban jelent meg harmadik szólóalbuma, a beszédes című Supersonic Shred Machine. A korong újabb elismeréseket hozott Stumpnak, aki a megjelenést követően újraindította Reign of Terror zenekarát. A formáció első lemeze 1996-ban Light In The Sky címmel jelent meg. Az anyagon Stump neoklasszikus gitárjátéka keveredett a thrash metal és az európai power metal jellegzetességeivel.
1998-ban újabb instrumentális lemezt adott ki a neve alatt, mely Rapid Fire Rondo címmel jelent meg. A Reign of Terror 1999-ben megjelent Second Coming lemezén Stump egy hard rockos irány felé fordult, mellyel elmondása szerint a Deep Purple és a Rainbow zenei világa előtt rótta le tiszteletét.
2001-ben egy 2001: A Shred Odyssey című albumot adott ki, melyen demófelvételek, ritkaságok és koncertfelvételek kaptak helyet. Ugyanez évben jelent meg a harmadik Reign of Terror lemez, mely a Sacred Ground címet kapta. A minden korábbinál sikeresebb anyagon az a Mike Vescera énekelt, aki korábban a Loudness és Yngwie J. Malmsteen oldalán bukkant fel. A lemezen hallható billentyűtémákat Mats Olausson játszotta fel, aki korábban Yngwie Malmsteen zenekarában is játszott.
2003-ban jelent meg a negyedik Reign of Terror album a Conquer & Divide, melyet nem sokkal később követett egy újabb szólólemez az Armed And Ready. Hatodik instrumentális szólólemezét a Lion Music adta ki Speed Metal Messiah címmel. A lemezcímet illetően többen kritizálták Stumpot, "nagyképűnek" minősítve a gitárost.
2007-ben gitározott a David Shankle Group Hellborn című albumán, ahol a The Voyage című dalban szerepelt David Shankle, Michael Angelo Batio és TD Clark társaságában.
A 2000-es évek közepén ajánlatot kapott Joey DeMaiótól, hogy csatlakozzon egy új power metal együtteshez, a HolyHellhez. Az együttes debütáló albuma HolyHell címmel 2009-ben jelent meg. A megjelenést követően az együttes több sikeres koncertet is adott, többek közt szabadtéri fesztiválokon.
Stump utolsó szólóalbuma 2009. április 17-én jelent meg Virtuostic Vendetta címmel.

### Stílus, felszerelés
Joe Stump a neoklasszikus gitározás egyik legkiemelkedőbb képviselője, akit a Guitar One Magazine minden idők 6. leggyorsabb gitárosának kiáltott ki.
Játékán erősen érződik Yngwie Malmsteen hatása, ugyanis Stump stílusát is elsősorban a neoklasszikus arpeggiok, és az erőteljes barokk frázisok határozzák meg. Emellett az ő gitárjai is ún. scalloped fogólappal rendelkeznek, vagyis a fogólap az érintők között ki van mélyítve, így oldalról nézve "taréjosan hullámos" a nyak felülete. Virtuóz technikáját a 2000-es évek óta a Shredacademy.com oldalon is megosztja az arra fogékony gitárosokkal.
Stump az ESP gitárok endorsere, erősítők terén pedig Marshall, Rhino és ENGL termékeket használ. Felszerelésében az alábbi effektek találhatóak meg:
- DOD 250 overdrive pre-amp.
- Dunlop crybaby wah-wah.
- Bob Gjika Hot Box tube preamp.
- Boss NS-2 Noise gate.
- Boss DD-3 digital delay.
- Korg SDD – 2000 digital delay.
- Boss CE-3 chorus.
- Boss CS-2 compressor/sustainer.
- Boss BF-2 Flanger.
- Boss octave box.

008, 011, 014, 024, 032, és 046 méretű Ernie Ball húrokon játszik, melyeket Dunlop Delrin pengetőkkel szólaltat meg.

## Diszkográfia

### Szólólemezek
- Guitar Dominance! (1993)
- Night Of The Living Shred (1994)
- Supersonic Shred Machine (1996)
- Rapid Fire Rondo (1998)
- 2001: A Shred Odyssey (2001)
- Midwest Shredfest (2001)
- Dark Gifts – Rare And Unreleased Tracks (2001)
- Armed And Ready (2003)
- Speed Metal Messiah (2004)
- Guitar Master (2004)
- Virtuostic Vendetta (2009)

### Reign of Terror
- Light In The Sky (1996)
- Second Coming (1999)
- Sacred Ground (2001)
- Conquer & Divide (2003)

### Shooting Hemlock
- Clockwatcher (1997)

### HolyHell
- Apokalypse – EP (2007)
- HolyHell (2009)